# Liste des épisodes de Rex, chien flic
 (avril 2020).
La mise en forme du texte ne suit pas les recommandations de Wikipédia : il faut le « wikifier ».
Les points d'amélioration suivants sont les cas les plus fréquents. Le détail des points à revoir est peut-être précisé sur la page de discussion.
- Les titres sont pré-formatés par le logiciel. Ils ne sont ni en capitales, ni en gras.
- Le texte ne doit pas être écrit en capitales (les noms de famille non plus), ni en gras, ni en italique, ni en « petit »…
- Le gras n'est utilisé que pour surligner le titre de l'article dans l'introduction, une seule fois.
- L'italique est rarement utilisé : mots en langue étrangère, titres d'œuvres, noms de bateaux, etc.
- Les citations ne sont pas en italique mais en corps de texte normal. Elles sont entourées par des guillemets français : « et ».
- Les listes à puces sont à éviter, des paragraphes rédigés étant largement préférés. Les tableaux sont à réserver à la présentation de données structurées (résultats, etc.).
- Les appels de note de bas de page (petits chiffres en exposant, introduits par l'outil «  Source ») sont à placer entre la fin de phrase et le point final[comme ça].
- Les liens internes (vers d'autres articles de Wikipédia) sont à choisir avec parcimonie. Créez des liens vers des articles approfondissant le sujet. Les termes génériques sans rapport avec le sujet sont à éviter, ainsi que les répétitions de liens vers un même terme.
- Les liens externes sont à placer uniquement dans une section « Liens externes », à la fin de l'article. Ces liens sont à choisir avec parcimonie suivant les règles définies. Si un lien sert de source à l'article, son insertion dans le texte est à faire par les notes de bas de page.
- La présentation des références doit suivre les conventions bibliographiques. Il est recommandé d'utiliser les modèles {{Ouvrage}}, {{Chapitre}}, {{Article}}, {{Lien web}} et/ou {{Bibliographie}}. Le mode d'édition visuel peut mettre en forme automatiquement les références.
- Insérer une infobox (cadre d'informations à droite) n'est pas obligatoire pour parachever la mise en page.

Pour une aide détaillée, merci de consulter Aide:Wikification.
Si vous pensez que ces points ont été résolus, vous pouvez retirer ce bandeau et améliorer la mise en forme d'un autre article.
Cet article présente la liste des épisodes de Rex, chien flic,  une série télévisée germano-autrichienne puis italienne.

## Autriche(1994-2004)

### Première saison (1994-1995)
1. (E01) L'attentat (90 min)
2. (E02) Le crime parfait
3. (E03) La mort est au bout de la route
4. (E04) L'assassin de vieilles dames
5. (E05) Danse au-dessus du volcan
6. (E06) La morte de Schönbrunn
7. (E07) Diagnostic mortel
8. (E08) Étrange voisinage
9. (E09) Amok
10. (E10) Premier prix
11. (E11) Nounours mortels
12. (E12) Apportez-moi la tête de Beethoven
13. (E13) Les bas-fonds de Vienne
14. (E14) L'enlèvement de Rex

### Deuxième saison (1995-1996)
1. (E15) Les yeux bandés (Doublé, diffusé sur RTL-TVI mais inédit en France ; présent sur les DVD)
2. (E16) Traces de sang
3. (E17) Un été meurtrier
4. (E18) Séduction mortelle
5. (E19) Le masque de la mort
6. (E20) Témoin aveugle
7. (E21) Destins croisés
8. (E22) Qui a tué Sabine ?
9. (E23) Sous le signe de Satan
10. (E24) Le parfum de la mort
11. (E25) Coup monté
12. (E26) Les cobayes
13. (E27) Racket
14. (E28) Sur les toits de Vienne
15. (E29) La dernière enquête de Stöcki

### Troisième saison (1996-1997)
1. (E30) Tricher n'est pas jouer
2. (E31) Peur sur la ville
3. (E32) Les diamants
4. (E33) Passion fatale
5. (E34) Le secret d'Anna
6. (E35) Les poupées
7. (E36) Hypnose
8. (E37) Plongée en eaux troubles
9. (E38) Jalousie
10. (E39) Un ange à quatre pattes (90 min)
11. (E40) Meurtre à la carte
12. (E41) Roses de sang

### Quatrième saison (1997-1998)
1. (E42) La rançon
2. (E43) La mort d'un élève
3. (E44) Itinéraire meurtrier
4. (E45) La mort de Moser (90 min)
5. (E46) Le nouveau (90 min)
6. (E47) L'homme aux mille visages
7. (E48) Le complot
8. (E49) Une famille déchirée
9. (E50) La baby-sitter
10. (E51) Vengeance
11. (E52) Le voyeur
12. (E53) Le dernier match
13. (E54) Mission dangereuse

### Cinquième saison (1999)
1. (E55) Promotion
2. (E56) Pour quelques notes de musique
3. (E57) Le secret de la confession
4. (E58) Le perdant
5. (E59) Les amants
6. (E60) Le loup
7. (E61) L'enfant gâtée
8. (E62) Gaz toxique
9. (E63) Secrets fatals
10. (E64) Le testament
11. (E65) Série noire
12. (E66) Le faux coupable
13. (E67) Sissi

### Sixième saison (2000)
1. (E68) Plein gaz
2. (E69) Retour à Vienne
3. (E70) Seuls au monde
4. (E71) Appels anonymes
5. (E72) Glacial
6. (E73) Frères jumeaux
7. (E74) Le secret des cartes
8. (E75) L'assassin de la pleine lune
9. (E76) Le brésilien
10. (E77) Mort.com
11. (E78) Héritage empoisonné
12. (E79) Le cheval qui valait des millions

### Septième saison (2001)
1. (E80) À la dernière seconde
2. (E81) Les trafiquants (Doublé, diffusé sur RTL-TVI mais inédit en France ; présent sur les DVD)
3. (E82) Clichés tragiques
4. (E83) Hold-up
5. (E84) Mauvaises actions
6. (E85) Les cachets
7. (E86) La romancière
8. (E87) Grosse chaleur (Doublé, diffusé sur RTL-TVI mais inédit en France ; présent sur les DVD)[1]
9. (E88) Et la mort frappa deux fois
10. (E89) Droits d'auteur (dernière apparition de Brandtner)

### Huitième saison (2002)
1. (E90) On n'embrasse pas les policiers (arrivée de Hoffmann)
2. (E91) Les chandeliers
3. (E92) Avalanche
4. (E93) Le petit chien
5. (E94) Le dernier chemin (Doublé, diffusé sur RTL-TVI mais inédit en France ; présent sur les DVD)
6. (E95) Jusqu'à la dernière balle
7. (E96) Œil pour œil
8. (E97) Jeux interdits (Doublé, diffusé sur RTL-TVI mais inédit en France ; présent sur les DVD)
9. (E98) Blondes, belles, mortes
10. (E99) Drôle de cadeau
11. (E100) Manipulation
12. (E101) En route pour la gloire
13. (E102) Sous l'œil d'Anubis

### Neuvième saison (2003-2004)
1. (E103) Attentat sur Rex (Inédit, jamais doublé ni diffusé en Belgique et en France, Non présent dans les DVD)
2. (E104) Pourquoi les enfants doivent-ils mourir ? (Inédit, jamais doublé ni diffusé en Belgique et en France car mauvais traitement infligé aux enfants, non présent dans les DVD)[2]
3. (E105) Meurtre dans un pigeonnier
4. (E106) Vitamines mortelles
5. (E107) Suicides suspects
6. (E108) Le crocodile du Danube
7. (E109) Prison de femmes
8. (E110) Ondes troubles
9. (E111) Le chantier abandonné
10. (E112) Suivez le guide
11. (E113) Sorcières (Inédit, jamais doublé ni diffusé jamais diffusé en Belgique et en France[3]. Non présent dans les DVD)
12. (E114) Lisa et Thomas
13. (E115) La coupe est pleine

### Dixième saison (2004)
1. (E116) Le défi (Dernière apparition de Niki Herzog)
2. (E117) Amnésie
3. (E118) Pâtisserie mortelle (Inédit, Jamais doublé ni diffusé en Belgique et en France, en raison du mauvais traitement infligé aux enfants. Non présent dans les DVD)[4]
4. (E119) Dopage

## Italie(2008-2015)

### Onzième saison (2008)
1. (E120) Destination Rome (présence de Kunz ; arrivée de Fabbri)
2. (E121) Calibre 7.65
3. (E122) Ombres chinoises
4. (E123) La plume et le cœur
5. (E124) Journal intime
6. (E125) Une poupée de chiffon
7. (E126) In vino veritas
8. (E127) Le quatrième complice

### Douzième saison (2009)
1. (E128) Entre la vie et la mort
2. (E129) Mort au delphinarium
3. (E130) La loi du Talion (Doublé mais inédit en télévision, jamais diffusé en Belgique ni en France, seulement diffusé en Suisse présent dans le coffret DVD « saison 10 »)
4. (E131) Hara-kiri
5. (E132) Une mère envahissante
6. (E133) Mascarade
7. (E134) La dernière course
8. (E135) Un homme seul
9. (E136) La couleur du silence (Doublé mais inédit en télévision, jamais diffusé en Belgique ni en France, seulement diffusé en Suisse présent dans le coffret DVD « saison 10 »)
10. (E137) Le pilleur de tombes
11. (E138) Un match meurtrier (90 min) (Retour de Kunz et Dr Graf)

### Treizième saison (2011)
1. (E139) Combats clandestins
2. (E140) Sabotage
3. (E141) Six minutes d'avance
4. (E142) Disque de plomb
5. (E143) Compte à rebours
6. (E144) Jeunesse dorée
7. (E145) C'était elle
8. (E146) Le secret de la comète
9. (E147) Affaire classée
10. (E148) Musique Maestro!
11. (E149) Croisière mouvementée
12. (E150) La malédiction du Caravage (Départ de Morini)

### Quatorzième saison (2013)
1. (E151) Zones d'ombre (Arrivée de Alberto Monterosso)
2. (E152) Dans la gueule du loup (Mort de Lorenzo Fabbri)
3. (E153) Tour de passe-passe (Arrivée de Davide Rivera)
4. (E154) Une vieille promesse
5. (E155) Nid de guêpes (Avec Paolo Seganti)
6. (E156) Mort en direct
7. (E157) La maison aux esprits
8. (E158) Nuit noire
9. (E159) Une vie pour une vie
10. (E160) Le troisième homme
11. (E161) Le protecteur
12. (E162) Famille désunie

### Quinzième saison (2013)
1. (E163) Le tigre
2. (E164) Superstar
3. (E165) Un crime presque parfait
4. (E166) La cicatrice
5. (E167) Allô Lola
6. (E168) L'intrus
7. (E169) Un bébé au commissariat
8. (E170) Un coup en plein cœur
9. (E171) Blackout
10. (E172) En eau trouble
11. (E173) Une vieille affaire
12. (E174) Les liens du sang (Départ de Davide Rivera)

### Seizième saison (2014)
1. (E175) La métharmonie (Arrivée de Marco Terzani)
2. (E176) Troisième mi-temps
3. (E177) Chocolats amers
4. (E178) Partie de chasse
5. (E179) Lutte de classe
6. (E180) Le tango de la mort
7. (E181) Magic Land
8. (E182) Nuit blanche
9. (E183) En morceaux
10. (E184) Dangereuse séduction
11. (E185) Un nouveau coéquipier (90 min)

### Dix-septième saison (2014)
1. (E186) Les frères (Changement de commissariat)
2. (E187) Cercle vicieux
3. (E188) Le cercueil
4. (E189) La mère de toutes les vengeances
5. (E190) 893
6. (E191) Le code Rex
7. (E192) Le soldat du futur
8. (E193) La couleur de l'eau
9. (E194) Les clowns
10. (E195) L'initiation
11. (E196) La lumière du soleil
12. (E197) La chasse au trésor

### Dix-huitième saison (2015)
1. (E198) Céleste
2. (E199) Promenade matinale
3. (E200) La mante religieuse
4. (E201) Le calendrier
5. (E202) Jalousie
6. (E203) Fin de parcours
7. (E204) Le sourire du condamné
8. (E205) L'héritage (90 min)
9. (E206) L'effet placebo
10. (E207) En quarantaine
11. (E208) Chambre 110